# Geografia de Dona Benta
Geografia de Dona Benta é um livro infantil escrito por Monteiro Lobato e publicado em 1935.
Após Dona Benta contar a história do mundo a seu modo, Narizinho e Pedrinho pediram mais histórias. Dona Benta, então, sugeriu física e química, entre outros assuntos. Mas as crianças escolheram geografia. Após alguns serões, Emília teve a ideia de subirem todos, menos o Rabicó, num navio faz-de-conta, e irem viajando pelo mundo para dona Benta aprofundar a geografia, mostrando assim ao longo do livro todas as regiões do Brasil e dos cinco continentes, com seus dados geográficos.

## Capítulos
1. O Universo. Bailado das Estrelas do Espaço
2. A Terra Vista da Lua
3. A Terra é Redondinha
4. O Miolo da Terra
5. A Grande Parada
6. "O Terror-dos-Mares"
7. O Sul do Brasil
8. São Paulo
9. Rio de Janeiro, Minas Gerais, Espírito Santo e Bahia
10. O Nordeste
11. Amazônia
12. Pela América Central
13. México. Mar de Sargaços. Corrente do Golfo. Estados Unidos
14. Os Andes. Vulcões. Nova York
15. Nova York e Hollywood
16. Terra Nova. Canadá. Círculo Ártico
17. Groenlândia
18. Ásia
19. Japão
20. A Velha China
21. Malásia
22. Oceania
23. Mar Vermelho e África
24. No Mediterrâneo
25. Os Rios da Europa
26. Itália
27. Península Ibérica
28. Inglaterra e França
29. Norte da Europa